# 7595 Växjö
(7595) Växjö, denumire internațională (7595) Vaxjo, este un asteroid din centura principală de asteroizi.

## Descriere
7595 Växjö este un asteroid din centura principală de asteroizi. A fost descoperit pe 21 martie 1993 la Observatorul La Silla în cadrul programului UESAC. Asteroidul prezintă o orbită caracterizată de o semiaxă mare de 2,80 ua, o excentricitate de 0,15 și o înclinație de 3,0° în raport cu ecliptica.